# Алма-Атинский мясоконсервный комбинат
Алма-Атинский мясоконсервный комбинат — предприятие мясной промышленности в Жетысуском районе города Алма-Ата, основные виды производимой продукции — мясо скота и птицы, мясные консервы, колбасные изделия, замороженные мясные полуфабрикаты, жир пищевой топлённый, жир технический, медицинские препараты, сухие животные корма и другое (всего 180 наименований).
За годы 9-10 пятилеток комбинат был реконструирован, как остальные входящие в его структуру заводы, цеха, участки. Это позволило довести производственные мощности предприятия до 241,4 тонн в смену (в.т.ч. 36,6 тонн мяса птицы). В 10-й пятилетке внедрено в производство 127 мероприятий по новой технике с экономическим эффектом 798,5 тысяч рублей, установлено 9 поточно-механизированных линий, 23 автомата и полуавтомата, основано 17 новых видов продукции.
В целом, в советское время комбинат входил в число крупнейших предприятий города.
В начале 1990-х годов государственное предприятие было приватизировано и преобразовано в акционерное общество. В дальнейшем производственные корпуса и цеха комбината стали сдаваться в аренду.

## Структура
В состав объединения входили: Алма-Атинский мясоконсервный комбинат, Панфиловский завод первичной переработки скота и птицы, Кегенская овцехладобойня, Завод медицинских препаратов, автобаза, ремонтное строительно-монтажное управление.

## Наименование предприятия
- Алма-Атинский мясокомбинат Казахского Республиканского мясомолочного треста — 1939—1940 гг.
- Алма-Атинский мясокомбинат Управления мясной промышленности КазССР — 1941—1945 гг.
- Алма-Атинский мясоконсервный комбинат Главного управления мясной промышленности КазССР — 1946—1956 гг.
- Алма-Атинский мясоконсервный комбинат Управления пищевой промышленности Алма-Атинского совнархоза — 1957—1965 гг.
- Алма-Атинское производственное объединение мясной промышленности КазССР — 1966—1978 гг.
- Алма-Атинское производственное объединение мясной промышленности Министерства мясомолочной промышленности КазССР — 1979—1991 гг.